# Le Regard (roman)
Pour les articles homonymes, voir Le Regard.
Le Regard (titre original : The Regular) est un roman court de science-fiction de Ken Liu paru en 2014 puis traduit en français et publié aux éditions Le Bélial' en 2017.

## Résumé
Dans un futur proche, Ruth Law est une ancienne policière devenue détective privée et dont le corps a été amélioré. Elle possède un régulateur hormonal, comme cela est le cas pour tous les policiers, qui lui permet de filtrer et lisser ses émotions afin d'avoir les idées claires et neutres en toutes circonstances. Ruth est contactée par la mère d'une call-girl récemment assassinée et désirant élucider ce que la police prend pour un dommage collatéral d'une guerre de gang, scénario auquel elle ne croit absolument pas. Ruth va s'investir dans cette affaire qui va petit à petit la mettre face à son passé, reprenant contact avec son ex-mari duquel elle est séparée depuis le décès brutal de leur fille lors d'une interpellation policière ayant mal tourné.